# Baracska
Baracska är en ort i Ungern.   Den ligger i provinsen Fejér, i den centrala delen av landet, 30 km sydväst om huvudstaden Budapest. Baracska ligger 102 meter över havet och antalet invånare är 2 701.
Terrängen runt Baracska är huvudsakligen platt. Baracska ligger nere i en dal. Runt Baracska är det ganska tätbefolkat, med 120 invånare per kvadratkilometer. Närmaste större samhälle är Érd, 17,1 km nordost om Baracska. Trakten runt Baracska består till största delen av jordbruksmark.